# Bård (heraldik)

En röd bård

En bård (franska/engelska: bordure) är häroldsbild i from av en kant runt skölden. Bården är ett vanligt bitecken (brisyr) som kännetecknar en yngre släktlinje.
I Svensk heraldik återfinns bårder i Kindas, Sotenäs, Tingsryds, Torsbys, Upvidinges och Årjängs kommunvapen.